# 더 크로니클: 뮤턴트의 반격
《더 크로니클: 뮤턴트의 반격》(일본어: ストレイヤーズ・クロニクル)는 2015년 공개된 일본의 SF 액션 서스펜스 영화이다.

## 줄거리
<데스노트><간츠>제작진이 선사하는 최고의 SF 액션!
한계를 뛰어넘는 슈퍼 초능력자들!
인류의 미래를 건 한판 대결이 시작된다!
1990년대 초 일본은 인간의 인위적인 진화를 유도하는 두 가지 실험을 극비리에 진행, 호르몬과 유전자 조작을 통한 슈퍼 초능력자들을 탄생시켰다. 슈퍼 시각, 슈퍼 청각, 초고속 이동, 강철 피부 등 초능력을 소유한 이들은 살아온 환경에 따라 그들의 능력을 사용하는 방식 또한 달랐다. 인류의 미래와 정의를 위해 싸우는 호르몬 조작 그룹, 이와는 달리 ‘아게하’라 불리는 지하 조직이 된 유전자 조작 그룹은 살상과 파괴를 서슴지 않았다. 어른들의 욕심으로 태어나 세상과 격리된 채 서로에게 의지하며 살아온 그들, 지금부터 인류의 미래를 위한 두 그룹의 피할 수 없는 대결이 시작된다!

## 배역
- 오카다 마사키 - 스바루 역
- 소메타니 쇼타 - 마나부 역
- 나루미 리코 - 사야 역
- 마츠오카 마유 - 모모 역
- 시라이시 슌야 - 와타루 역
- 타카츠키 사라 - 시즈카 역
- 시미즈 히로야 - 료스케 역
- 스즈키 노보유키 - 소우 역
- 야나기 슌타로 - 히데 역
- 세토 토시키 - 류우지 역
- 쿠로시마 유이나 - 아오이 역
- 토요하라 코스케
- 이시바시 렌지
- 이하라 츠요시 - 와타세 코히치로 역